# Luci Papiri Cras (mestre de la cavalleria)
Luci Papiri Cras (en llatí Lucius Papirius Crassus) va ser un magistrat romà. Formava part de la gens Papíria, una antiga família romana d'origen plebeu.
Va sermagister equitum del dictador Luci Papiri Cursor Mugil·là l'any 324 aC. Cursor Mugil·là el deixà encarregat del comandament a Roma, però li va prohibir qualsevol activitat militar, i va marxar al Samni on no va ser ben rebut per les tropes. Després de la pau els romans van retirar l'exèrcit del Samni i van tornar a Roma on el dictador va fer una entrada triomfal i va ser rebut amb tots els honors per Luci Papiri Cras. Quan el dictador va presentar la renúncia al Senat aquest li va encarregar de dirigir les eleccions de cònsol. Segons el Dictionary of greek and roman biography que esmenta com a referència els Fasti, va ocupar el mateix càrrec però l'any 320 aC sota el dictador Tit Manli Imperiós Torquat que no és esmentat per Tit Livi.